# Digil och Mifle
Digil och Mifle (somaliska Digil iyo Mirfle), även Rahanweyn, är en somalisk klan, vars medlemmar är bosatta framförallt i regionerna Bay och Bakool i södra Somalia. Baidoa är huvudorten för Rahanweyn. De talar mayspråket. Rahanweyn Resistance Army (RRA) är Rahanweynfolkets armé. 